# Juryj Karpienka
Juryj Alaksandrawicz Karpienka, biał. Юрый Аляксандравіч Карпенка; ros. Юрий Александрович Карпенко - Jurij Aleksandrowicz Karpienko (ur. 11 lutego 1975 w Mińsku) – białoruski hokeista.

## Kariera
- Junost' Mińsk (1993/1994)
- Tiwali Mińsk (1993-1997)
- Stoczniowiec Gdańsk (1997-1998)
- Tiwali Mińsk (1998-1999)
- Legion Mińsk (1999-2000)

Wychowanek szkoły Junosti Mińsk. W barwach Białorusi uczestniczył w turnieju mistrzostw świata juniorów do lat 20 1995 (grupa C1). Występował w klubach białoruskiej ekstraligi. Ponadto grał w lidze polskiej w drużynie z Gdańska w sezonie 1997/1998 (wraz z nim jego rodacy Uładzimir Kozyrau, Andrej Raszczynski, Alaksandr Rymsza).

## Sukcesy
Klubowe
- Złoty medal mistrzostw Białorusi: 1994, 1995 z Tiwali Mińsk
- Srebrny medal mistrzostw Białorusi: 1996, 1997 z Tiwali Mińsk